# Kniażyce
Kniażyce (w latach 1977–1981 Podlesie) – wieś w Polsce położona w województwie podkarpackim, w powiecie przemyskim, w gminie Fredropol.
| SIMC    | Nazwa             | Rodzaj    |
| ------- | ----------------- | --------- |
| 0602348 | Kolonia Kniażycka | część wsi |
| 0602354 | Leśniczówka       | część wsi |

W 1445 Stefan Świętopełk z Irządz i Zawady, chorąży przemyski w 1467–1503 ożenił się z Małgorzatą Steczkówną, dziedziczką wsi Bolestraszyce, Małkowice, Knieżyce, Nowosiedlce i dał początek Bolestraszyckim herbu Lis.
26 czerwca 1946 r. pod Kniażycami doszło do potyczki Wojska Polskiego z UPA. Zginęło 26 żołnierzy i oficerów 28. pułku piechoty. 29 sierpnia tego samego roku trzej inni żołnierze tego pułku zostali zamordowani przez UPA, a dwaj następni 21 września. Żołnierzy tych, jak i ludność cywilną pomordowaną przez UPA, upamiętniają pamiątkowe tablice  w Kniażycach, odsłonięte 27 czerwca 2016 r..
W latach 1975–1998 miejscowość administracyjnie należała do województwa przemyskiego.